# William S. Hart
William Surrey Hart, född 6 december 1864 i Newburgh, New York, USA, död 23 juni 1946 i Newhall, Kalifornien, USA, var en amerikansk skådespelare, manusförfattare, filmregissör och filmproducent.
Hart växte upp i North Dakota. Från 1889 tillhörde han talscenen, huvudsakligen i New York, och intog bland annat som Shakespeareframställare en uppmärksammad ställning. Han spelade teater både i England och i USA och började vid filmen 1914. Genombrottet kom i bolaget Triangle men karriären fortsattes hos Artcraft, och gjorde sig främst känd som Westernhjälte. Han gifte sig med skådespelerskan Winifred Westover och de fick en son, men paret tog ut skilsmässa efter fem år.

## Filmografi (i urval)
- 1907 – Ben Hur
- 1920 – Vargarna

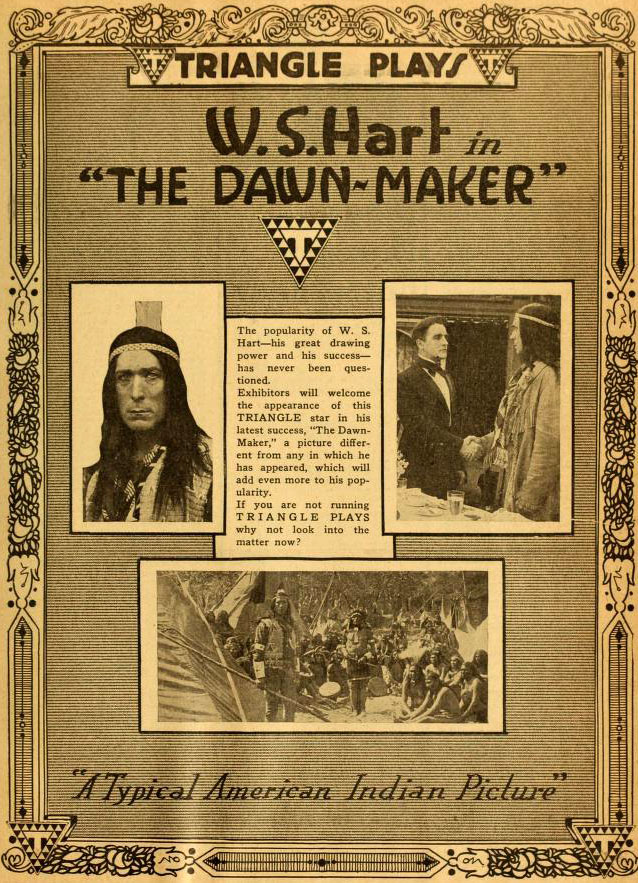
The Dawn-Maker (1916)
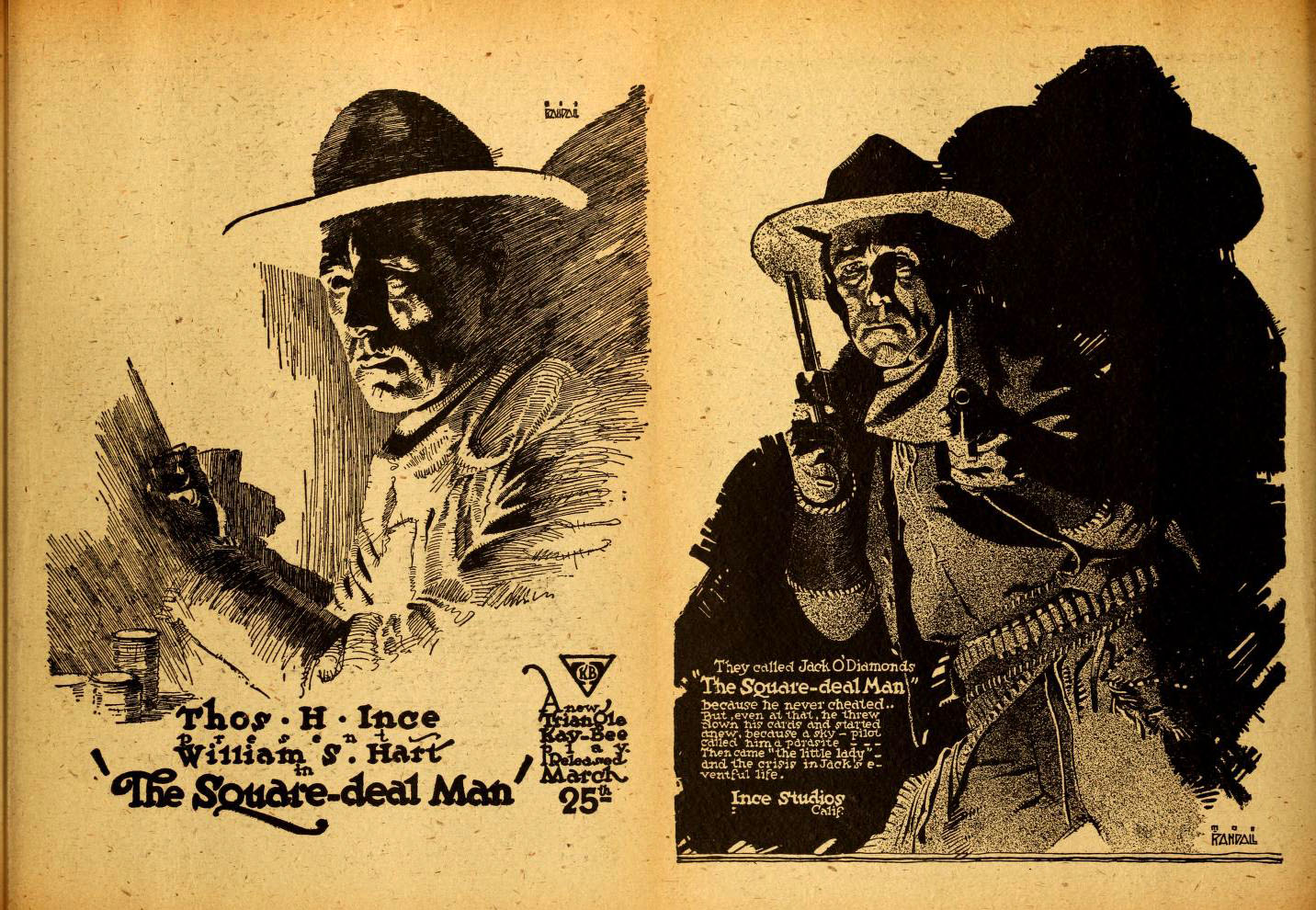
The Square Deal Man (1917)
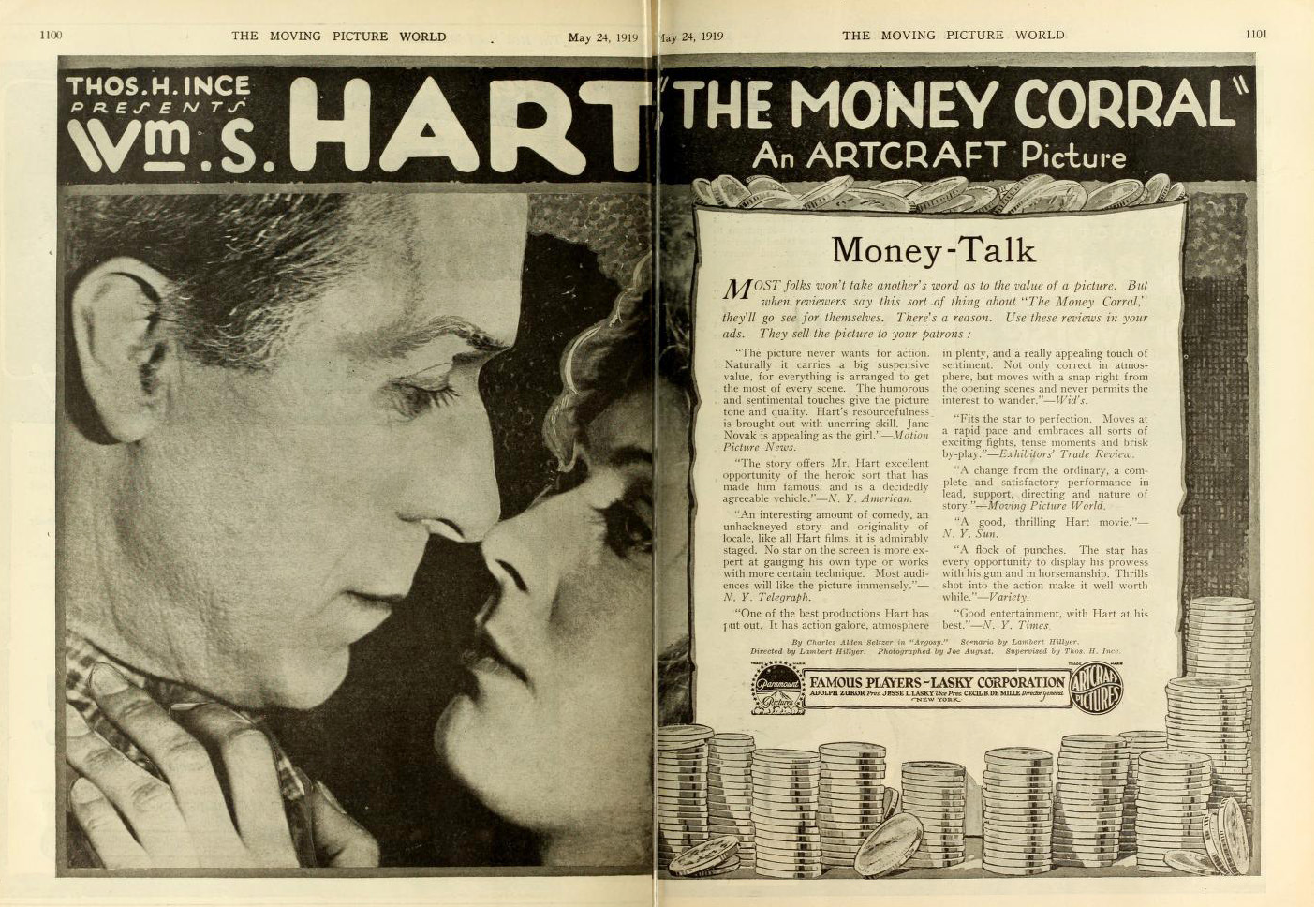
The Money Corral (1919)
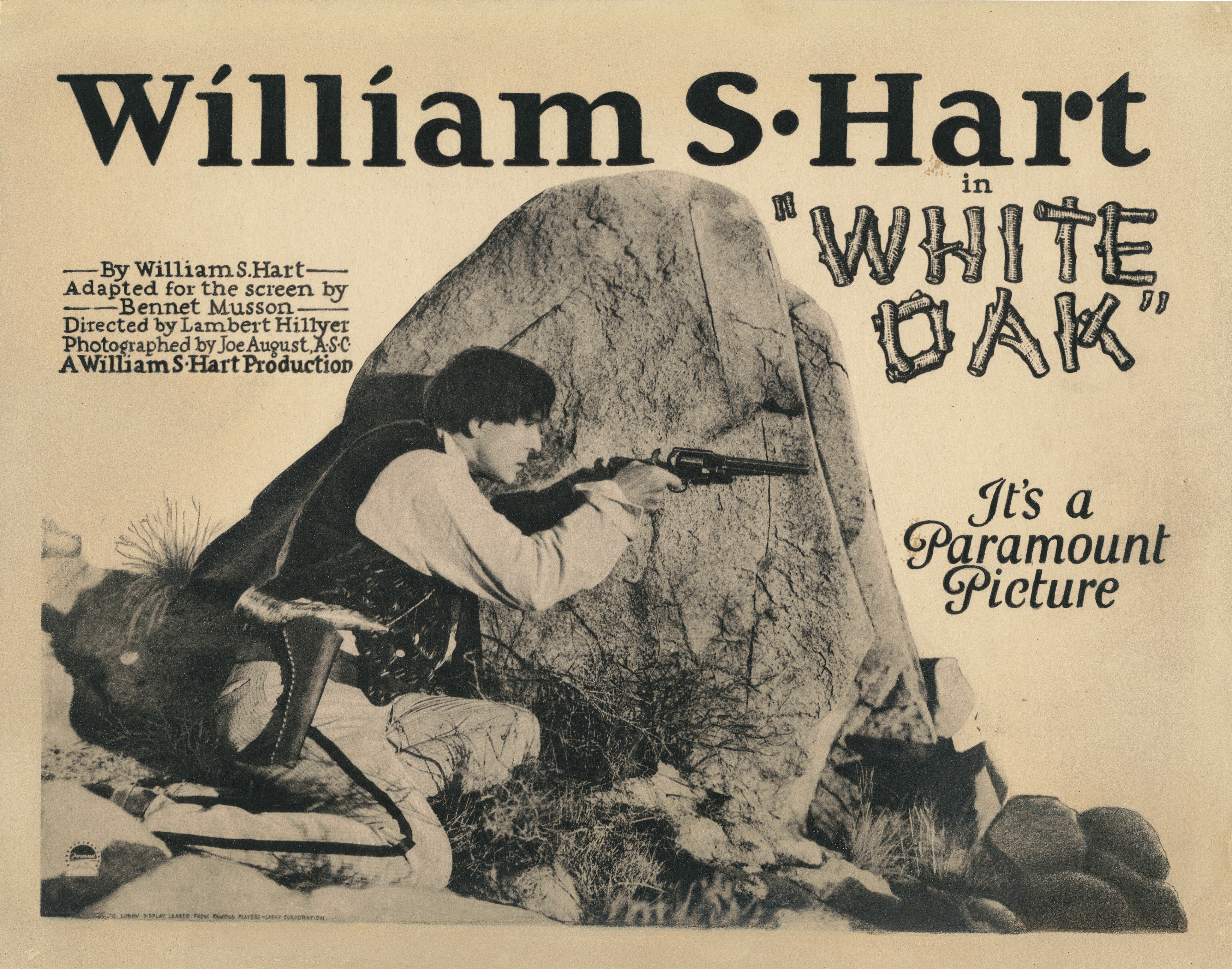
White Oak (1921)